# Zlakusa
Zlakusa (Servisch cyrillisch Злакуса) is een plaats in de Servische gemeente Užice. De plaats telt 694 inwoners (2002).